# Mosquée de l'arsenal des galères
Le monument dit de la mosquée de l'arsenal des galères ou de la mosquée des galériens turcs est un édifice situé dans le parc Valbelle, dans le 8e arrondissement de Marseille, en France. 

## Quelques éléments de son histoire
On a longtemps considéré que ce bâtiment était un vestige de l'ancienne mosquée du cimetière de l'arsenal des galères dit des « Turcs esclaves du roi » et des galériens, construite au début du XVIIIe siècle pour les esclaves et forçats ottomans, puis transformée en kiosque après de nombreux transferts et changements de propriétaires.

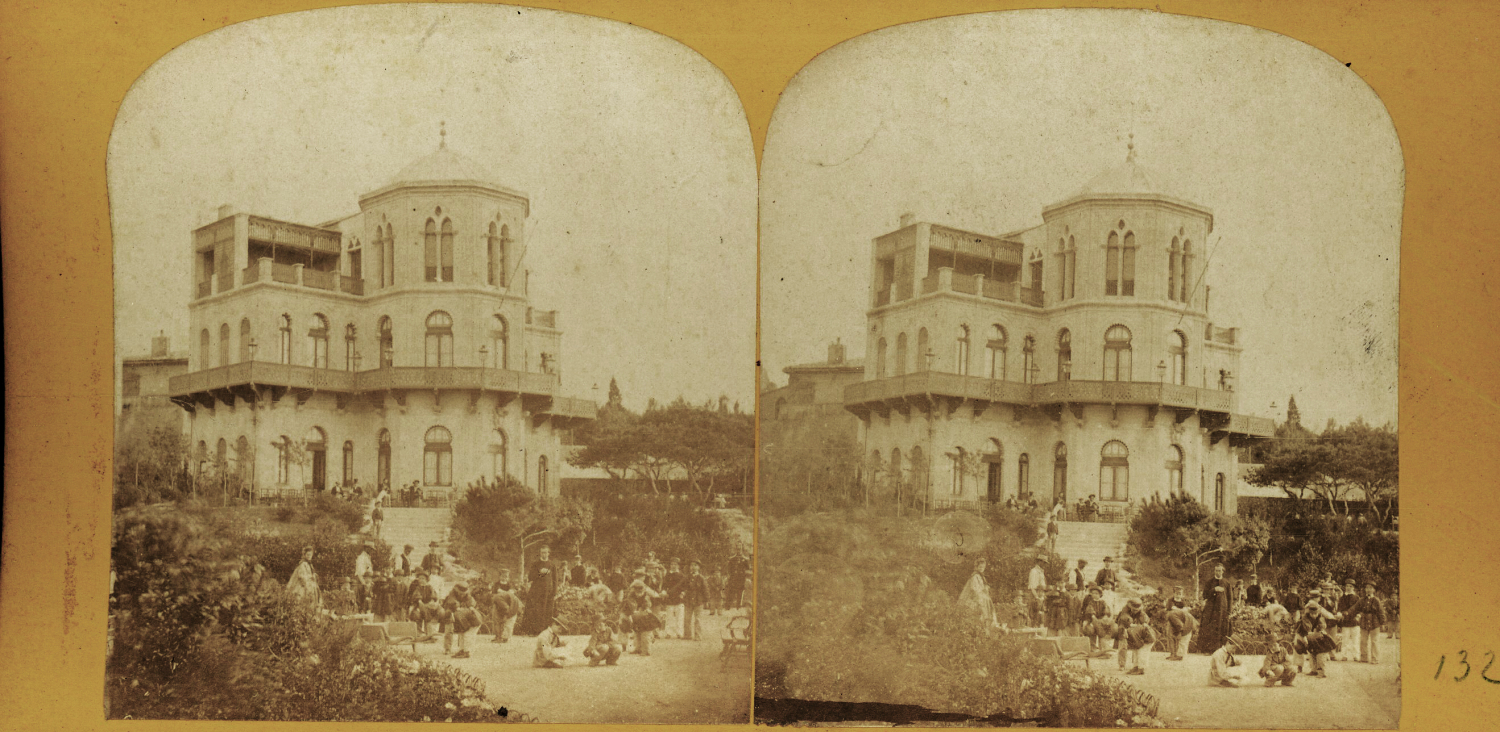
Le kiosque Bonaparte. Stéréophotographie de Furne Fils et H. Tournier, actifs entre 1857-1864

Mais, depuis les années 1990, des études comme celle de Régis Bertrand ont revu la destination initiale du monument visible dans le parc Valbelle (ou « de la Villa Valbelle »), au numéro 584 de l'avenue du Prado. Il s'agirait d'une chapelle privée constituée en 1927 par l'industriel Paul Rouvière avec les restes d'une villa située au 291 de la rue Paradis, détruite en 1926. Enfin, les pierres de cette dernière provenaient du deuxième étage du « Kiosque Bonaparte », une guinguette à l'architecture orientalisante édifiée dans le jardin de la Colline par l'ingénieur civil Léon Cahier en 1860-1861 et elle-même détruite en 1885.

## Les cimetières musulmans et la mosquée duXVIIIesiècle

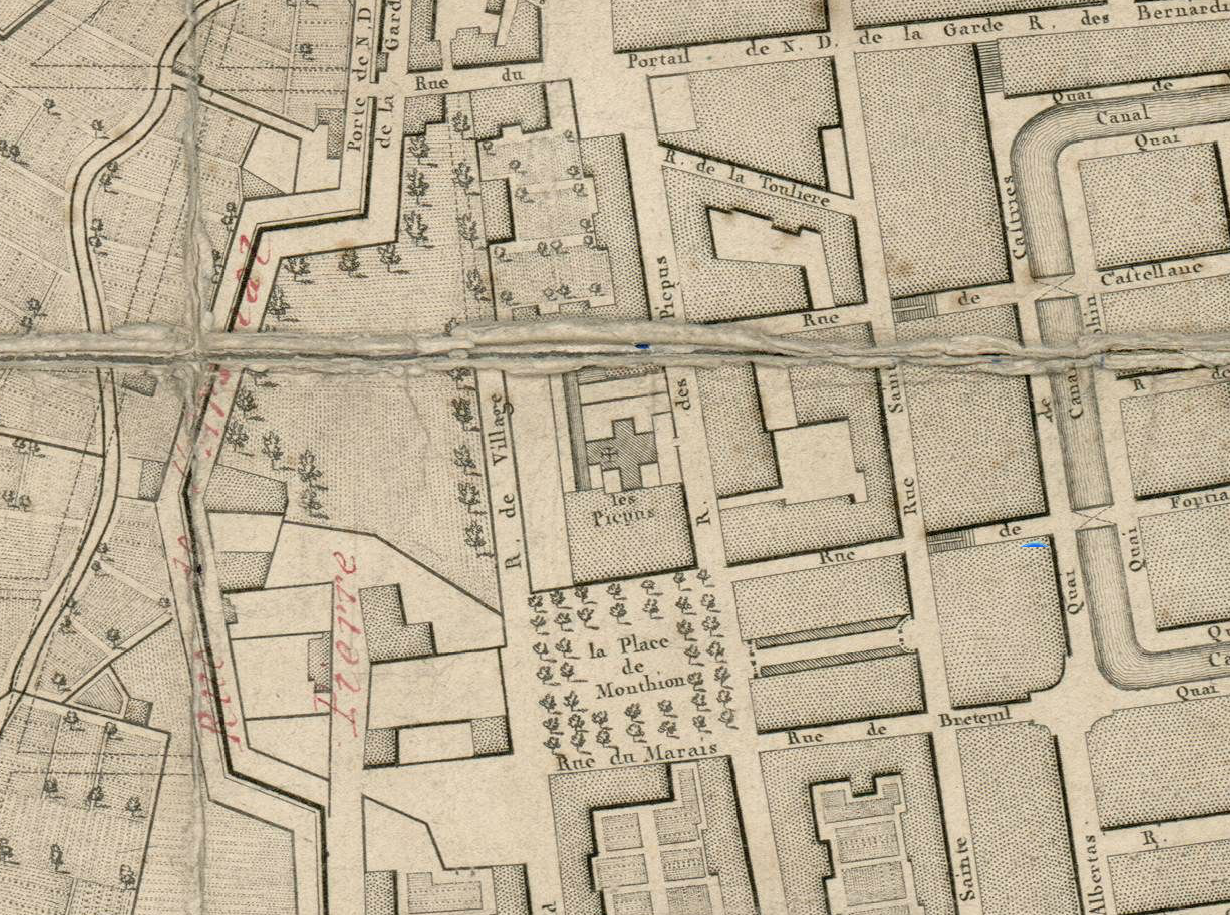
Extrait du Plan de la partie sud de la ville de Marseille de 1785 (carte orientée à l'Ouest)

Un cimetière musulman était localisé, dès entre 1691 et 1698, près du carrefour de la rue Sainte et de la rue de la Paix Marcel Paul,, mais est transféré entre les années 1723 et 1725, sur un terrain de 540 toises carrées (environ 2 046,6 m2) acquis et entouré de murailles par la confrérie de la Rédemption des captifs, à l’intérieur du pâté de maisons entre le cours Pierre-Puget et la rue Roux de Brignoles, au sud de la place Monthyon,. 
Selon l'intendant de marine pour toute la Provence François-Noël Laurent Levasseur de Villeblanche (c. 1679-1759), dans une lettre du 16 décembre 1749, cet espace contenait « une mosquée, un puits, un hangar pour leurs dévotions funèbres et un local destiné à la chaux et outils nécessaires aux inhumations des Turcs ». 
Régis Bertrand ajoute qu'en 1777 Jean-Baptiste Grosson notait dans son éphéméride qu'« il y a au fond de ce cimetière un petit édifice dans lequel les esclaves turcs qui étaient sur les galères allaient faire leurs prières à certains jours ».
En tout cas, vers 1792, l'ensemble cultuel est progressivement occupé par l'arsenal d'artillerie sans tenir compte de la décision du conseil général de la commune « de faire rendre libre (...) l'ancien cimetière ».

« Cette petite fabrique, au sort aujourd'hui incertain, a perpétué jusqu'à nos jours le souvenir du modeste enclos des « esclaves turcs » qui ne renferma jamais une construction aussi soignée (Dupuy, 1991 : Bertrand, 1991 : Contrucci, 1995). »

— Régis Bertrand, 2002.

## Inscription et trace mémorielle
Ce monument, qui a fait l’objet d’une inscription au titre des monuments historiques le 15 juillet 1965 en tant que « mosquée », est donc une trace mémorielle, un souvenir installé dans la mémoire collective, de la mosquée, des galériens et des esclaves en France. 
Par exemple, entre 1680 et 1696, il y avait 2040 « Turcs » esclaves ou captifs sur les 7 970 rameurs valides des Galères de France, et entre 1682 et 1707 (soit 26 ans, rythme de renouvellement de la chiourme et durée moyenne de séjour), « 5 594 Turcs ont été immatriculés sur le registre des galères », selon Pierre Boyer.

« L'arsenal des galères devint ainsi le plus grand pourrissoir d'hommes de France. Près de vingt-cinq mille d'entre eux furent enterrés dans le cimetière jouxtant le bâtiment entre 1680 et 1748. »

— Gérard Noiriel (se référant à André Zysberg), Une histoire populaire de la France, 2018, p. 139.

#### Les forçats à Marseille
- Gérard Noiriel, Une histoire populaire de la France, Marseille, 2018, p. 139.
- André Zysberg, Les Galériens du roi, vies et destins de 60 000 forçats sur les galères de France : 1680-1748, Paris, 1987, p. 347 sq.
- Pierre Boyer, « La chiourme turque des Galères de France de 1685 à 1687 », dans Revue de l'Occident musulman et de la Méditerranée, 6, Aix-en-Provence, 1969, p. 53-74 (en ligne).

#### Contexte général et communauté musulmane duXIeauXIIIesiècle
- Marc Terrisse, « La présence arabo-musulmane en Languedoc et en Provence à l’époque médiévale », dans Hommes & migrations, 1306, 2014, part. § 14 (en ligne ; conférence).
- Catherine Richarté, Roland-Pierre Gayraud et Jean-Michel Poisson (sous la direction), Héritages arabo-islamiques dans l'Europe méditerranéenne. Textes issus du colloque "Héritages arabo-islamiques dans l'Europe méditerranéenne. Archéologie, Histoire, anthropologie" organisé par l'INRAP du 11 au 14 septembre 2013 à Marseille],  Paris, 2015  (ISBN 978-2-7071-8622-5) (présentation dans La Fabrique de l'histoire, le 15 septembre 2016).En particulier, à propos du « regroupement de sépultures isolées » intra muros, composé d'une dizaine de tombes du XIIIe siècle trouvées en 1994 place Charles de Gaulle, à proximité du rempart médiéval de la ville, la conférence de Catherine Rigeade, « La présence arabo-islamique au Moyen Âge à Marseille : apports de l'archéologie funéraire » (en ligne).